# Лагероньер, Альфред
Альфред Лагероньер (фр. Alfred Dubreuil Helion, comte de La Guéronnière; 1811 — 17 июля 1884) — французский журналист и эссеист, граф.
Брат Луи Лагероньера.
При Луи Филиппе и Наполеоне III был легитимистом, после 1870 года примкнул к республиканцам.

## Главные сочинения
- «Vues politiques et historiques» (1840);
- «Hommes d'état de l’Angleterre» (1853);
- «L’esprit du temps et l’avenir» (1868);
- «La Politique Nationale» (1869).